# Lémavos

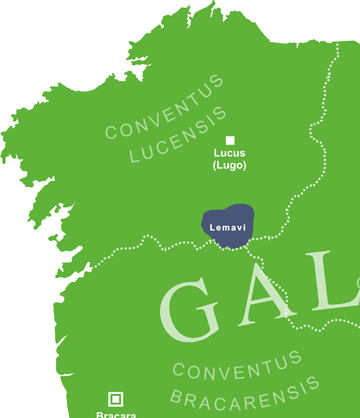
Localização aproximada do povo celta lémavos na província romana da Galécia

Os Lémavos (latim: Lemavi) eram um povo celta galaico, pertencente ao convento lucense, cujo território pode reduzir-se à atual comarca de Terra de Lemos, no sul da província de Lugo, Galiza.

## Étimo
O nome dos lemavi, tem-se posto em paralelo com dos lemovices galos, e, segundo Grohler e Holder, ambos estariam ligados a uma raiz céltica *limos / *lemos "ulmeiro". 
Outros autores situam-no em relação à raiz indo-europeia Lim-, Lem-, Lym-, que teria que ver com zonas pantanosas ou lagoas. É um topónimo étnico; Lemavi significariam portanto "os habitantes do lugar argiloso".

## Cultura
Os lémavos pertenciam à conhecida como cultura castreja, cultura pré-romana com traços célticos, caracterizada entre outras coisas pela construção de núcleos chamados castros, por traços artísticos comuns, adoração aos fenómenos naturais e de deidades pan-célticas como o Deus Lugo.

## Recrutamento militar
Os lémavos colaboraram com o exército romano, pois sabe-se que formaram a Ala I Lemavorum e a Cohors I Lemavorum civium romanorum (Coorte de Cidadãos romanos Lémavos), uma coorte que lutou ao serviço do exército romano.